# Leitelshof
Leitelshof (fränkisch: Laileshuf) ist ein Gemeindeteil der Gemeinde Rohr im Landkreis Roth (Mittelfranken, Bayern). Leitelshof liegt in der Gemarkung Regelsbach.

## Geografie
Südwestlich des Dorfes entspringt der Haselbach, ein linker Zufluss des Schwallbachs, der wiederum ein linker Zufluss der Schwabach ist. Im Norden grenzt das Flurgebiet Lust an, im Süden das Flurgebiet Flecken. 0,5 km nordwestlich liegt das Waldgebiet Fleckenbüsche. Eine Gemeindeverbindungsstraße führt nach Weiler (2,5 km südwestlich) bzw. zur Kreisstraße RH 11 (0,5 km südöstlich). Eine weitere Gemeindeverbindungsstraße führt ebenfalls zur RH 11 bei Regelsbach (0,9 km nördlich).

## Geschichte
Der Ort wurde 1287 als „Levtoldeshove“ erstmals urkundlich erwähnt. Damit fällt seine Gründung in die Phase des hochmittelalterlichen Landesausbaus im 12. und 13. Jahrhundert. Das Bestimmungswort des Ortsnamens ist Liutold, der Personenname des Siedlungsgründers.
Im Jahre 1732 gab es laut den Oberamtsbeschreibungen von Johann Georg Vetter in Leitelshof zwölf Anwesen. Zwei Anwesen unterstanden der Reichsstadt Nürnberg (Klarenamt: 1, Reiches Almosen: 1) und zehn Anwesen der Deutschordenskommende Nürnberg. Gegen Ende des 18. Jahrhunderts gab es in Leitelshof weiterhin zwölf Anwesen und ein Gemeindehirtenhaus. Das Hochgericht übte das brandenburg-ansbachische Richteramt Roßtal aus. Die Dorf- und Gemeindeherrschaft hatte die Deutschordenskommende Nürnberg inne. Grundherren waren die Deutschordenskommende Nürnberg (4 Ganzhöfe, 3 Halbhöfe, 1 Gütlein), das Kastenamt Schwabach (1 Gütlein), das Landesalmosenamt der Reichsstadt Nürnberg (1 Köblergut) und der Nürnberger Eigenherr von Scheurl (2 Halbhöfe).
Von 1797 bis 1808 unterstand der Ort dem Justiz- und Kammeramt Schwabach. Im Rahmen des Gemeindeedikts wurde 1808 Leitelshof dem Steuerdistrikt Regelsbach (II. Sektion) und der 1818 gebildeten Ruralgemeinde Regelsbach zugeordnet. Am 1. Mai 1978 wurde Leitelshof im Zuge der Gebietsreform in Bayern nach Rohr eingegliedert.

## Einwohnerentwicklung
| Jahr      | 001818 | 001840 | 001861 | 001871 | 001885 | 001900 | 001925 | 001950 | 001961 | 001970 | 001987 |
| Einwohner | 85     | 117    | 155    | 105    | 113    | 99     | 104    | 118    | 101    | 87     | 105    |
| Häuser    | 15     | 18     |        |        | 21     | 22     | 18     | 18     | 18     |        | 27     |
| Quelle    | [ 14 ] | [ 15 ] | [ 16 ] | [ 17 ] | [ 18 ] | [ 19 ] | [ 20 ] | [ 21 ] | [ 22 ] | [ 23 ] | [ 1 ]  |

## Religion
Der Ort ist seit der Reformation evangelisch-lutherisch geprägt und bis heute nach St. Georg (Regelsbach) gepfarrt. Die Katholiken sind nach St. Sebald (Schwabach) gepfarrt.